# Шванебах, Пётр Христианович
Пётр Христиа́нович Шва́неба́х (нем. Schwanebach; 1848, Санкт-Петербург — 1908, Магдебург) — крупный экономист и финансист, государственный деятель Российской империи. Тайный советник (с 8 февраля 1896), и. д. главноуправляющего землеустройством и земледелием (1905), член Государственного совета, Государственный контролёр в 1906—1907 годах.

## Биография
Родился в Санкт-Петербурге 21 января 1848 года — внук Антона Шванебаха, австрийца, поступившего на российскую службу и сын Христиана Антоновича Шванебаха, чиновника по особым поручениям при принце П. Г. Ольденбургском. Также, Пётр Шванебах — двоюродный брат генерала Фридриха Антоновича Шванебаха.
После окончания Училища правоведения в 1867 году Пётр Шванебах на протяжении двух лет дополнительно слушал курсы по юридическим и политико-экономическим наукам в Лейпцигском и Парижском университетах. Службу начал в Министерстве юстиции, но вскоре был переведён в министерство финансов, где в 1883—1888 годах занимал должность вице-директора Особенной канцелярии по кредитной части. Годом позднее Пётр Шванебах принимал участие в составлении нового кредитного устава.
Кроме того, в годы службы он не прекращал и свою научную и популяризаторскую деятельность в области управления и экономики. Пётр Шванебах — автор целого ряда статей по финансовым вопросам, печатавшихся в начале 1900-х годов на страницах журнала «Вестник Европы». В частности, ему принадлежат статьи «Денежное преобразование и народное хозяйство» и «Наше податное дело», в которых он внимательно анализировал отличие современной ему российской экономики от западных стран и САСШ.

«Однако, не в слабом потреблении пшеницы главное отличие России от Америки, а в том, что Соединённые Штаты умеют руководить своим вывозом, умеют подчинять себе чужие рынки и влиять активно на построение цен, тогда как мы не только пассивно подчиняемся всяким невыгодным для нас течениям, но прямо-таки усугубляем гнёт этих течений характером нашего отпуска».— Пётр Шванебах Денежное преобразование и народное хозяйство
С мая 1891 года Пётр Христианович Шванебах был назначен товарищем управляющего Государственным банком, двумя годами позднее, из-за разногласия с С. Ю. Витте по вопросу о введении золотой валюты, принял должность члена совета министра финансов. Одновременно он был назначен гофмейстером при дворе Великой княгини Екатерины Михайловны, после смерти которой продолжал заведовать большим имуществом её сыновей, герцогов Мекленбургских, и дочери, принцессы Альтенбургской. В 1896 году он был назначен почетным опекуном и ведал Еленинским женским институтом (клинический институт великой княгини Елены Павловны).
В декабре 1903 года — Пётр Шванебах получил новое назначение: он был перемещён на пост товарища министра земледелия и государственных имуществ. А 6 мая 1905 года ему было вверено и управление этим министерством, в том же месяце преобразованным в Главное управление землеустройства и земледелия; с 31 мая 1905 года Шванебах — исправляющий должность Главноуправляющего этого управления. Однако на новой должности он пробыл совсем недолго: Высочайшим указом 26 октября 1905 года он был назначен членом Государственного совета.
При формировании первого объединённого правительства С. Ю. Витте Шванебах потерял свой пост, однако уже в следующем кабинете, И. Л. Горемыкина, был назначен Государственным контролёром Российской империи. После ухода с этого поста летом 1907 года он активно участвовал в группе правых деятелей Государственного совета, но вскоре заболел и по рекомендации врачей уехал лечиться в Германию и 15 сентября 1908 года скончался в Магдебурге.
Был награждён рядом высших наград Российской империи, включая Орден Святого Александра Невского.
В числе сочинений П. Х. Шванебаха — «О народном представительстве», изданная посмертно профессором Д. И. Пихно (Киев: Киевлянин, 1909. — 114 с.). Шванебах считал, что народное представительство вполне совместимо с неограниченной монархией, если представители не превращаются в профессиональных политиканов, а представляют лишь мнения своих избирателей. Народное представительство должно собираться на короткие заседания только для законодательного решения первостепенно важных проблем. Он полагал, что строить государственный строй необходимо только из традиционного уклада народа и его исторических особенностей; он писал:

...в политику, в дело государственного усмотрения, нельзя безнаказанно переносить ту веру в спасительность определенного догмата, которой подчиняется человек в области религии. Политика — дело опыта, не только допускающее, но требующее постоянной проверки критического рассудка, опирающегося на реальные факты, а не веления теории. То забронированное credo, которое непроницаемо для возражений инакомыслящих, сводится в политике к немногим коренным положениям — к обеспечению родине единства, могущества и достоинства; ее гражданам — духовного, нравственного и материального благоденствия. Пути к достижению этой высшей цели различны, в зависимости от времени и от исторических судеб данного народа.

## Награды
За время службы удостоен наград:
- Орден Святого Станислава 1-й степени (24 марта 1885 года)
- Орден Святой Анны 1-й степени (24 ноября 1889 года)
- Орден Святого Владимира 2-й степени (9 апреля 1900 года)
- Орден Белого орла (6 апреля 1903 года)
- Орден Святого Александра Невского (1 января 1907 года)
- Медаль «В память царствования императора Александра III» (1896)
- Медаль «В память коронации Императора Николая II» (1896)

Иностранные:
- люксембургский Орден Дубовой короны, большой крест (16 апреля 1891 года)

## Семья

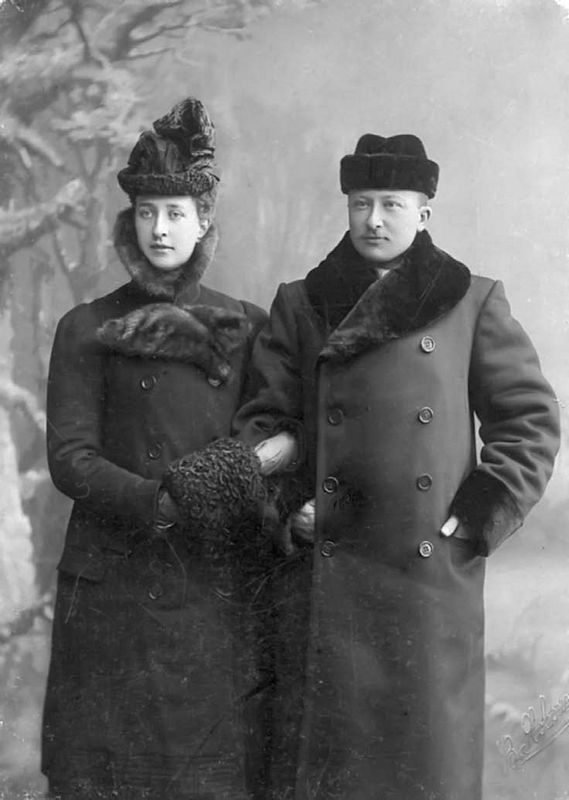
Е. П. Шванебах и Ф. В. Шлиппе после помолвки. 1901 год.

Жена — Мария Андреевна, урожд. фон Беренс (1854—1945). Брат Марии Андреевны — Эдуард Андреевич Беренс (Эдуард Христиан фон Беренс; 1843—1916), владелец дома в Гусятниковском переулке — усадьбы фон Беренса.
Дочери:
- Елизавета Петровна (1875, Санкт-Петербург — 1958, Деттинген) — в 1901 году вышла замуж за Ф. В. Шлиппе.
- Анна Петровна (1876, Санкт-Петербург — 1935, Берлин), в замужестве — фон Берг.

Жили на Загородном проспекте в Санкт-Петербурге, вблизи Пяти углов.